# Тадао Кобајаши
Тадао Кобајаши (јап. 小林 忠生; 7. јул 1930) бивши је јапански фудбалер.

## Каријера
Током каријере је играо за Кеио БРБ.

## Репрезентација
За репрезентацију Јапана дебитовао је 1956. године. Учествовао је и на олимпијским играма 1956. За тај тим је одиграо 3 утакмице.

## Статистика
| Јапан  | Јапан   | Јапан  |
| Година | Наступи | Голови |
| ------ | ------- | ------ |
| 1956.  | 3       | 0      |
| Укупно | 3       | 0      |